# (It's All Down to) Goodnight Vienna
«(It's All Down to) Goodnight Vienna» es una canción del músico británico Ringo Starr, publicada en el álbum de estudio Goodnight Vienna (1974). La canción, compuesta por su compañero de The Beatles John Lennon, fue publicada también como cuarto sencillo promocional del álbum en el mercado estadounidense, con el tema «Oo-Wee» como cara B. La versión publicada como sencillo es un medley que combina la primera canción del álbum con el reprise homónimo que lo cierra. 
La canción fue una de las cinco composiciones que Lennon ofreció a Starr para incluir en alguno de sus trabajos en solitario. Además de «(It's All Down to) Goodnight Vienna», Lennon le ofreció «I'm the Greatest», publicada en el álbum Ringo, «Cookin' (In the Kitchen of Love)», publicada en Ringo's Rotogravure, y dos composiciones que no fueron finalmente incluidas en Stop and Smell the Roses. La grabación de «(It's All Down to) Goodnight Vienna» contó también con la participación de Lennon, que tocó el piano y aparece al comienzo del tema contando hasta cuatro. El reprise también incluyó una introducción de Lennon en la que dice: «OK, with gusto, boys, with gusto!».
El sencillo alcanzó el puesto 31 en la lista estadounidense Billboard Hot 100 y el 13 en la lista canadiense RPM Singles Chart.

## Lista de canciones
| N.º | Título                                | Escritor(es)                 | Duración |  |
| 1.  | «(It's All Down to) Goodnight Vienna» | John Lennon                  | 2:58     |  |
| 2.  | «Oo-Wee»                              | Richard Starkey, Vini Poncia | 3:15     |  |

## Posición en listas
| País           | Lista             | Posición |
| -------------- | ----------------- | -------- |
| Canadá         | RPM Top Singles   | 13       |
| Estados Unidos | Billboard Hot 100 | 31       |